# بارده (بن)
بارده، روستایی تاریخی از توابع شهرستان بن در استان چهارمحال و بختیاری و مرکز دهستان وردنجان است.این روستا به واسطه وجود جاذبه هایی مانند امامزاده سیدمحمد، قلعه و پیست اسکی، سالیانه پذیرای مسافران و گردشگران بسیاری از سراسر کشور است.
از سوغات روستای بارده می توان به گوشت، لبنیات و صنایع دستی مثل فرش، گلیم و جاجیم اشاره کرد‌. روستای بارده در ۴۵ کیلومتری شهرکرد قراردارد.

## مردم
مردم بارده به زبانهای  ترکی قشقایی و بختیاری  صحبت می‌کنند

## جمعیت
بارده در دهستان وردنجان قرار دارد و براساس سرشماری مرکز آمار ایران در سال ۱۳۹۰، جمعیت آن ۲٬۵۳۴ نفر (۶۸۸خانوار) بوده‌است.

## امامزاده سیدمحمد

امامزاده سیدمحمد بارده

امامزاده سید محمد از نوادگان موسی کاظم، امام هفتم شیعیان است که در سال ۵۶۶ هجری قمری بدست مأمورین حکومتی ایلخانی در بارده به قتل رسید و توسط دو تن از یارانش، شیخ طاهر و شیخ قاسم انصاری در مکان قتلش بخاک سپرده شد. بنای امامزاده در طول سالهای متمادی از جمله صفویه و قاجاریه بارها مرمت و بازسازی شده‌است.آخرین بازسازی امامزاده در دهه ۱۳۸۰ صورت گرفته است. 
امامزاده سید محمد در ۷ خرداد ۱۳۸۷ باشماره ۲۲۹۶۱ درفهرست آثار ملی ایران به ثبت رسید. این امامزاده هرسال شاهد حضور بسیاری از گردشگران از درون و خارج استان می‌باشد و از جاذبه‌های تاریخی و زیارتی استان بشمار می‌آید.

## جاذبه‌های تاریخی
بارده دارای ۵ اثر تاریخی ثبت شده در فهرست آثار ملی ایران است. این روستا دارای دو قلعه است که یکی از آنها در سالیان گذشته تخریب شده است. قلعه دیگری قلعه محمدحسن خان بختیاری است که در اکنون اختیار اداره کل میراث فرهنگی، گردشگری و صنایع دستی استان است. قلعه محمدحسن خان به سبک ارگ کریم‌خان زند ساخته شده‌است. قلعه بارده با شمارهٔ ثبت ۱۲۴۰۴ در فهرست آثار ملی ایران به ثبت رسیده است.
این روستا دارای سه گرمابه بوده که هم اینک تنها یک گرمابه باقی‌مانده و گرمابهٔ دیگر تعطیل شده و در اختیار وزارت میراث فرهنگی قرار دارد و گرمابهٔ دیگر نیز ویرانه‌هایش قابل مشاهده است.حمام و غسالخانه بارده با شمارهٔ ثبت ۱۹۴۷۵ و پل بارده نیز با شمارهٔ ثبت ۱۹۴۸۹ در فهرست آثار ملی ایران ثبت شده اند.

## جاذبه های مذهبی
از جاذبه های مذهبی بارده پس از امامزاده سیدمحمد می توان به مسجد جامع بارده که با شماره ۱۹۵۰۴ در فهرست آثار ملی ایران به ثبت رسیده است اشاره کرد.

## پیست اسکی بارده

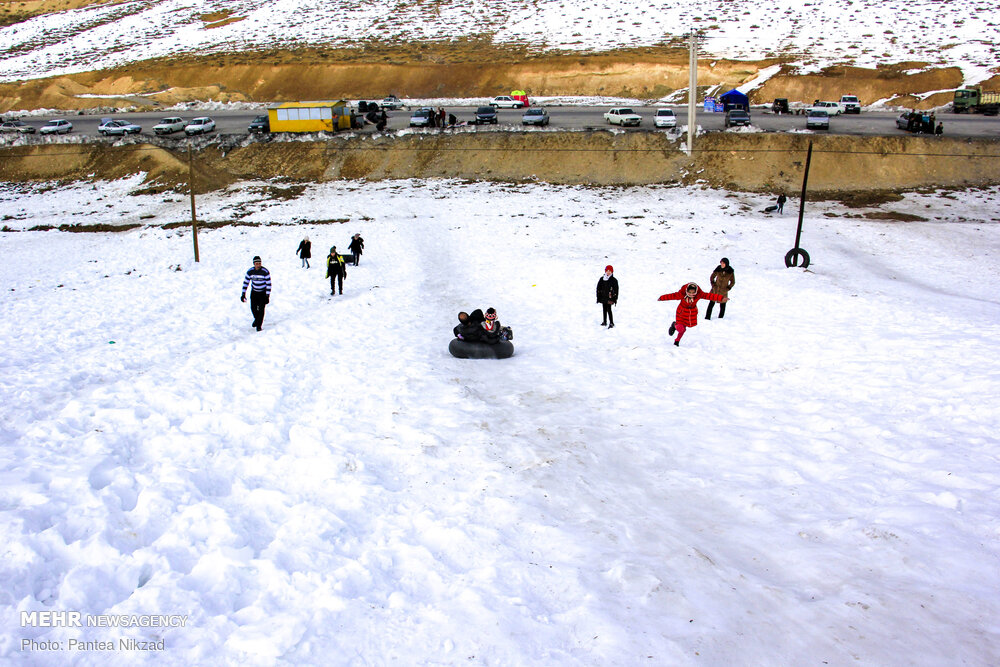
پیست اسکی بارده

پیست اسکی بارده یکی از اصلی‌ترین پیست‌های اسکی در استان چهارمحال و بختیاری است که در ۵ کیلومتری روستای بارده واقع شده‌است. سفید پوش شدن پیست اسکی بارده در روزهای پایانی پاییز تا اواسط زمستان هر سال، علاقمندان ورزشهای زمستانی را به این میدان ورزشی تفریحی می‌کشاند.  ارتفاع دو هزار و پانصد متری از سطح دریا، شیب مناسب، جاده دسترسی و نزدیکی به شهرکرد از مهم‌ترین ویژگی‌های پیست اسکی بارده است. میدان اسکی بارده دارای ۴۰۰ متر طول و مجهز به تله اسکی است.

## سیل ۱۴۰۱
در۶ مرداد ۱۴۰۱ با ورود سامانه بارشی ناشی از جریانات مانسون به چهارمحال و بختیاری و آغاز بارش‌ها در بارده سیلاب ایجاد شد که میزان بارش ۵۰ میلیمتر گزارش شد. این سیل موجب وارد شدن خسارات جدی به ۲۵۰ واحد از منازل مسکونی و زیر ساخت‌های این روستا و همچنین امامزاده سیدمحمد شده‌است.